# Jailhouse Rock (canción)
«Jailhouse Rock» (también conocida como «Rock de la cárcel» o «Rock de la prisión» en Hispanoamérica) es una canción escrita por Jerry Leiber y Mike Stoller que primero se convirtió en un éxito para Elvis Presley. RCA Victor lanzó la canción en un sencillo de 45 rpm el 24 de septiembre de 1957, la canción tenía un lanzamiento de la película de Presley bajo el mismo nombre, Jailhouse Rock.
The Official Chart listó al sencillo Jailhouse Rock en el puesto # 2 de la lista de los 50 sencillos más vendidos de Elvis en el Reino Unido, ocupando It's Now Or Never el puesto # 1.  La revista Rolling Stone la incluyó en el número 67 de su lista de las 500 mejores canciones de todos los tiempos y fue nombrada una de las 500 canciones que conformaron el Salón de la Fama del Rock and Roll. En 2004, terminó en el número 21 en la encuesta AFI's 100 años... 100 canciones de las mejores canciones en el cine estadounidense. El 27 de noviembre de 2016, el Salón de la Fama de los Grammy anunció su inducción, junto con la de otras 24 canciones.
La presentación de Presley de la canción en la película, coreografiada como una rutina de baile que involucraba a él y a un gran grupo de presos varones, se presentó entre otros números musicales clásicos de MGM en el documental de 1994, That's Entertainment! III. La versión cinematográfica difiere de la versión única de la canción, con instrumentos de acompañamiento y voces que no se escuchan en el disco. Esta coreografía ideada por el mismo Presley, está considerada como el primer videoclip de la historia de la música.

## Personajes y temas

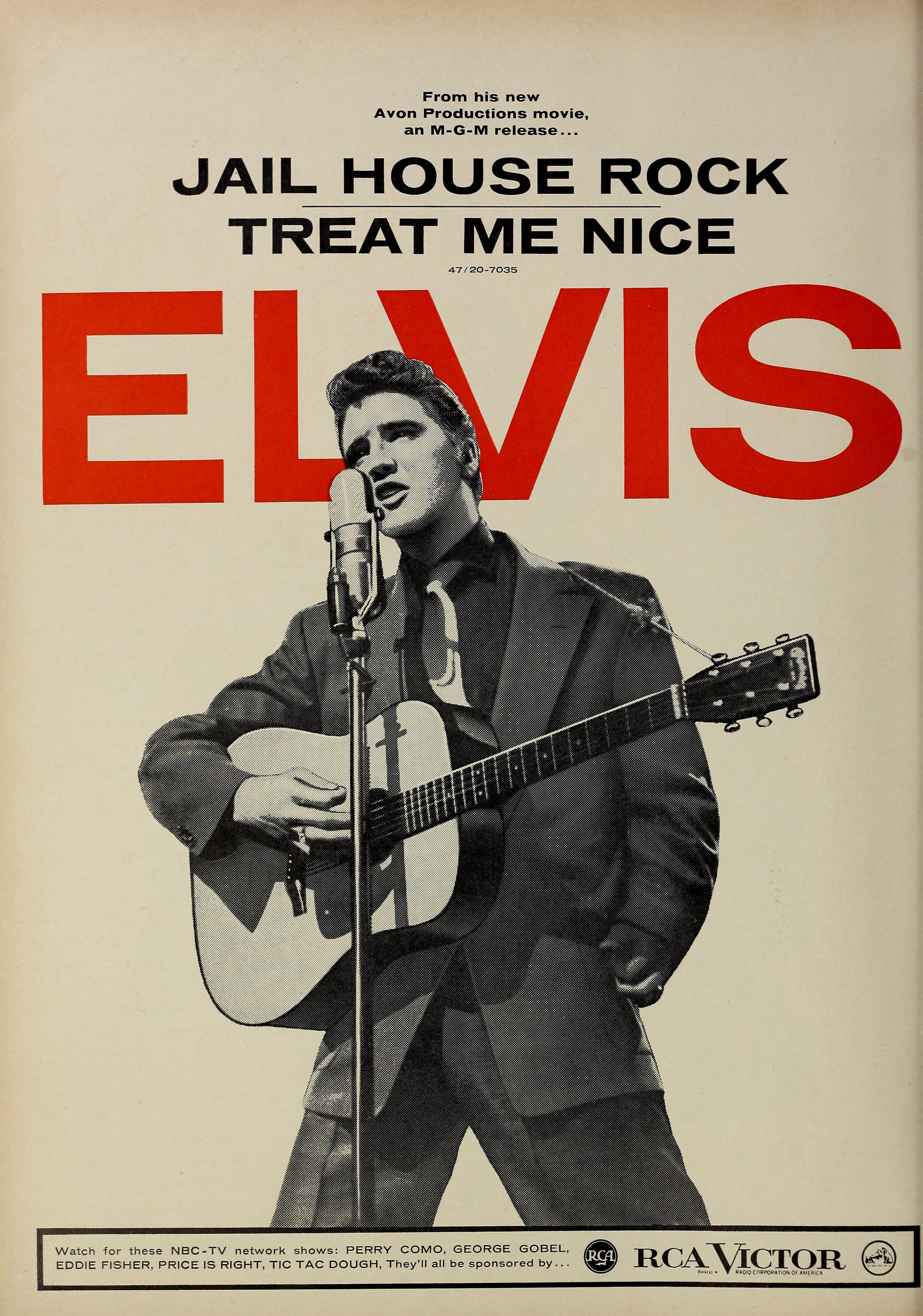
"Jailhouse Rock" y "Treat Me Nice" fueron publicadas como sencillo en septiembre de 1957.

Algunos de los personajes nombrados en la canción son personas reales. Shifty Henry era un conocido músico de Los Ángeles, no un criminal. The Purple Gang era una verdadera mafia. «Sad Sack» fue un apodo del Ejército de los Estados Unidos en la Segunda Guerra Mundial para un perdedor, que también se convirtió en el nombre de un popular personaje de historieta y cómic.
Según Rolling Stone, «la canción principal de Leiber y Stoller para la tercera película de Presley fue decididamente tonta, el tipo de broma irónica que se les ocurrió para The Coasters. El Rey, sin embargo, la cantó como puro rock & roll, pasando por alto los chistes en la letra (como la sugerencia de romance gay cuando el recluso Número 47 dice al Número 3, "Eres el pájaro carpintero más lindo que he visto nunca") y luego presentando el solo de guitarra de Scotty Moore con un grito tan intenso que casi se derrumba». Los estudiosos de género citan la canción por «su famosa referencia a los homoeróticos tras las rejas», mientras que el crítico musical Garry Mulholland escribe: «Jailhouse Rock' siempre fue una letra 'rarita', en ambos sentidos». Douglas Brode escribe sobre el número de producción filmada que es «increíble que la secuencia haya pasado por los censores».

## Versiones y rendimiento en las listas
El sencillo, con su lado B, «Treat Me Nice», (otra canción de la banda sonora de la película) fue un éxito número uno en Estados Unidos durante siete semanas en el otoño de 1957, y un éxito número uno en el Reino Unido durante tres semanas a principios de 1958. Fue la primera grabación en ingresar a las listas del Reino Unido en el número uno. Además, «Jailhouse Rock» pasó una semana en la cima de los gráficos de country de los Estados Unidos, y alcanzó la posición número uno en las listas de R&B.
También en 1957, «Jailhouse Rock» fue la canción principal en un EP (sencillo de reproducción extendida), junto con otras canciones de la película, siendo «Young and Beautiful», «I Want to be Free», «Don't Leave Me Now» y «(You're So Square) Baby I Don't Care» (pero con «Treat Me Nice» omitido). Superó las listas de Billboard EP, vendiendo dos millones de copias y obteniendo una certificación RIAA de doble platino.
En 2005, la canción fue relanzada en el Reino Unido y alcanzó el número uno en una sola semana, cuando se convirtió en el número uno más vendido en la historia del Reino Unido, y el primero en ingresar al número uno dos veces.

## Listas y certificaciones

### Listas semanales

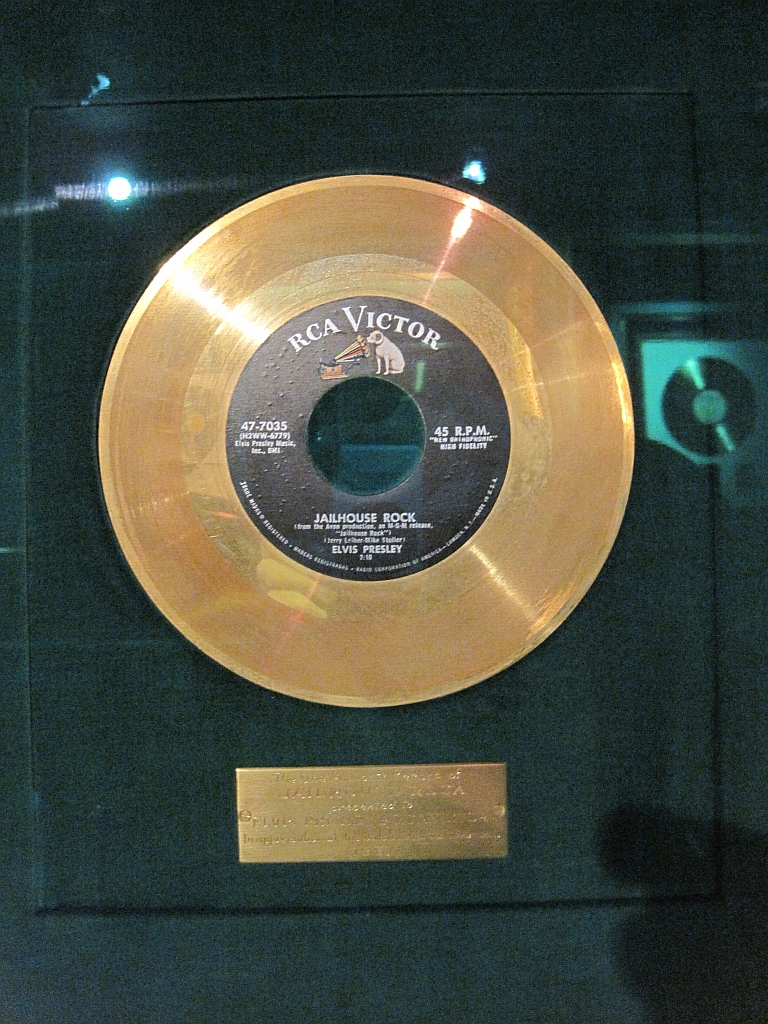
Disco de oro del sencillo Jailhouse Rock de Elvis Presley

| Lista (1957–1958)                                       | Posición más alta |
| ------------------------------------------------------- | ----------------- |
| Australia (Kent Music Report)                           | 3                 |
| Bélgica (Flandes) (Ultratop 50)                         | 8                 |
| Estados Unidos (Billboard Hot 100)                      | 1                 |
| Estados Unidos (Best Sellers in Stores)                 | 1                 |
| Estados Unidos (Most Played by Jockeys)                 | 1                 |
| Estados Unidos (Most Played Country & Western Singles)  | 3                 |
| Estados Unidos (Most Played Rhythm and Blues Singles)   | 1                 |
| Estados Unidos (Top Selling Country & Western Singles)  | 1                 |
| Estados Unidos (Top Selling Rhythm and Blues Singles)   | 1                 |
| Estados Unidos (Cash Box Top Country & Western Singles) | 1                 |
| Finlandia (OFC)                                         | 7                 |
| Reino Unido (UK Singles Chart)                          | 1                 |

| Lista (1971)                   | Posición más alta |
| ------------------------------ | ----------------- |
| Reino Unido (UK Singles Chart) | 42                |

| Lista (1974)                       | Posición más alta |
| ---------------------------------- | ----------------- |
| Bélgica (Valonia) (Ultratop 50)    | 9                 |
| Países Bajos (Mega Single Top 100) | 4                 |

| Lista (1977)                   | Posición más alta |
| ------------------------------ | ----------------- |
| Reino Unido (UK Singles Chart) | 44                |

| Lista (2005)                       | Posición más alta |
| ---------------------------------- | ----------------- |
| Irlanda (IRMA)                     | 23                |
| Francia (SNEP)                     | 87                |
| Países Bajos (Mega Single Top 100) | 19                |
| Reino Unido (UK Singles Chart)     | 1                 |
| Suecia (Sverigetopplistan)         | 37                |
| Suiza (Schweizer Hitparade)        | 96                |

### Listas de fin de año
| Lista (1957)                            | Posición más alta |
| --------------------------------------- | ----------------- |
| Australia (Kent Music Report)           | 22                |
| Estados Unidos (Best Sellers in Stores) | 16                |
| Reino Unido (Cash Box)                  | 11                |

### Ventas y certificaciones
| País                                                             | Certificación | Ventas     |
| ---------------------------------------------------------------- | ------------- | ---------- |
| Reino Unido                                                      |               | 985,500    |
| Estados Unidos                                                   | 2× Platino    | 2,000,000^ |
| ^ cifras de envíos sobre la base de la certificación por sí sola |               |            |

## Versiones y referencias

### The Beatles y Queen
The Beatles interpretaron regularmente «Jailhouse Rock» a partir de 1958 (como The Quarrymen) y continuaron hasta 1960 con John Lennon en la voz principal; no se sabe que ninguna grabación sobreviva. Len Garry de The Quarrymen (en su libro John, Paul & Me - Before The Beatles, p.168) afirma que el grupo realmente comenzó a interpretar la canción en 1957.
«Jailhouse Rock» se presentó regularmente en un popurrí junto con muchas canciones exitosas antiguas de rock and roll de Queen ya en 1970 y fue la canción de apertura del Crazy Tour de Queen en 1979 y de la gira norteamericana de 1980 para el álbum The Game.